# セネガルカメレオン
セネガルカメレオン（学名：Chamaeleo senegalensis）はカメレオン科カメレオン属に分類される種。

## 分布
セネガル、ギニアビサウ、赤道ギニア、リベリア、ガンビア、シエラレオネ、コートジボワール、ガーナ、ナイジェリア、トーゴ、ベナン、カメルーン、中央アフリカ共和国、マリ共和国、モーリタニア。

## 形態
全長約20-25cm。均質でなめらかな鱗が特徴。頭頂部のカスクは低く平ら。通常は緑色か褐色と灰緑色の斑模様の体色をしている。

## 生態
主にサバンナに生息する。繁殖形態は卵生。一度に約70個の卵を産む。